# 珠海公交80路线
珠海公交80路线，是中华人民共和国广东省珠海市内一条公共汽车路线，往来格力康樂園及洪灣港。

## 线路简介
- 珠海公交80路线由珠海公交巴士有限公司（原珠海市公共汽车公司）前山分公司营运。
- 该线路走向为格力康樂園-洪灣港，全线派车为珠海广通GTQ6107N4GJ5型LNG空调巴士，共4台。
- 服务时间：格力康樂園开出：06:15至20:00；洪灣港开出：07:00至20:50。
- 班次间隔：24分钟。

## 历史
- 80路线于1997年由珠海市公共汽车公司开通，初期往返“南屏果场—洪湾水闸”。[1]
- 1999年本路线延长为“南屏街口—洪湾水闸”[1][2]，本路线用车为珠江GZ6100S及广客GZK6100。
- 2009年，本路线车型更换为郑州宇通ZK6108HGC型空调巴士运营。2011年本线路车型更换为珠海广通GTQ6107N4GJ5型LNG空调巴士运营。
- 2012年4月，本路线往南屏街口方向早晚共6班车绕行洪湾工业区，增加停靠“香工路北”、“鉴隆玩具”、“元盛电子”、“香工路南”、“金地门道”、“琛龙船厂”等站点。
- 2012年10月，本路线往南屏街口方向在“白沙坑”与“广生”之间增设“双石”单边站。
- 2013年8月30日，为解决南屏街口无场站用地的问题，扩大公交线网覆盖范围，本线路首末站由“南屏街口”调整延伸至“前山总站”。[3]同时为避免与83路行驶路线重叠，本线路高峰时段不再停靠“香工路北”至“琛龙船厂”區間的站点。
- 2015年1月29日，因公交車於洪灣水閘無法調頭停靠，本路線首末站調整爲“前山總站—紅東”。
- 2015年6月18日，為方便格力電器員工及附近居民的出行，本路線首末站調整爲“格力康樂園—紅東”。[4]
- 2016年4月29日，為方便洪灣港及附近員工的出行，本路線首末站調整爲“格力康樂園—洪灣港”。